# Аяччо-4
Ая́ччо-4 (фр. Ajaccio-4, корс. Aiacciu-4)  — один из 11 кантонов департамента Южная Корсика, региона Корсика, Франция. INSEE код кантона — 2A04. Кантон полностью находится в округе Аяччо. В кантон входит часть коммуны Аяччо.

## История
Кантон Аяччо-4 (Нор) был создан по декрету от 18 августа 1973 года. В кантон входила часть коммуны Аяччо.
По закону от 17 мая 2013 и декрету от 14 февраля 2014 года количество кантонов в департаменте Южная Корсика уменьшилось с 22 до 11. Новое территориальное деление департаментов на кантоны вступило в силу во время выборов 2015 года. Таким образом, часть коммуны Аяччо, принадлежащая кантону Аяччо-4, была переопределена 22 марта 2015 года.

## Население
В таблице приведена динамика численности населения по 2012 год. В 2015 году территория кантона была изменена, а население соответственно возросло до 13 723 человек (население во время переписи 2012 года на территории, определённой в 2015 году).
| 1990 | 1999 | 2006 | 2008 | 2011 | 2012 |
| ---- | ---- | ---- | ---- | ---- | ---- |
| 6214 | 5372 | 6521 | 6408 | 6261 | 6269 |

## Политика
Согласно закону от 17 мая 2013 года избиратели каждого кантона в ходе выборов выбирают двух членов генерального совета департамента разного пола. Они избираются на 6 лет большинством голосов по результату одного или двух туров выборов.
В первом туре кантональных выборов 22 марта 2015 года в Аяччо-4 баллотировались 2 пары кандидатов. С поддержкой 71,49 % Натали Раджери и Шарли Воглимаччи были избраны на 2015—2021 годы. Явка на выборы составила 42,03 %.
| Мандат | Мандат | Кандидаты                          |                | Партия                    | Первый тур | Первый тур |
| Мандат | Мандат | Кандидаты                          | Кол-во голосов | Партия                    | % голосов  |            |
| ------ | ------ | ---------------------------------- | -------------- | ------------------------- | ---------- | ---------- |
| 2015   | 2021   | Натали Раджери и Шарли Воглимаччи  |                | Союз за народное движение | 1926       | 71,49      |
| 2015   | 2021   | Мари-Ксавьер Филиппи и Мишель Лека |                | Национальный фронт        | 768        | 28,51      |